# КрАЗ H23.2
КрАЗ Н23.2 (англ. KrAZ H23.2) — семейство украинских крупнотоннажных грузовых автомобилей АвтоКрАЗ с компоновочной схемой «кабина над двигателем» и колесной формулой 6×4.
КрАЗ Н23.2 оборудован 362-сильным двигателем ЯМЗ-6501.10, имеет однодисковое сцепление и коробку передач 9JS200ТА.

## Модификации
- КрАЗ Н23.0  — исследовательская модель с кабиной производства АвтоКрАЗ разработана в 2010 году;
- КрАЗ Н23.2 — базовая модель с кабиной производства АвтоКрАЗ
- КрАЗ Н23.2M — автомобиль КрАЗ Н23.2 с кабиной от грузовика MAN F2000, уже снятой с производства в Германии;
- КрАЗ Н23.2R — автомобиль КрАЗ Н23.2 с кабиной от грузовика Renault Kerax;
- КрАЗ Н22.2RX — полноприводное шасси колесной формулой 6×6 и кабиной от грузовика Renault Kerax;

## Машины на базе
- КрАЗ P23.2 — бетоносмеситель на шасси КрАЗ Н23.2 предназначена для транспортировки бетонной смеси, приготовления её в пути следования или по прибытии к месту укладки, в различных видах строительного производства;
- КрАЗ Р23.2-JXZ 37-4.16НР — автобетононасос на шасси КрАЗ Н23.2 предназначен для приема свежеприготовленной бетонной смеси от специализированных бетонотранспортных средств и подачи её в горизонтальном, вертикальном направлениях к месту укладки на строительных объектах с помощью бетонораспределительной стрелы;
- КрАЗ К16.2 (МПР-2) — мусоровоз на шасси КрАЗ Н23.2;
- КрАЗ К18.2R — мусоровоз на шасси КрАЗ Н23.2R;
- КрАЗ М19.2R — сортиментовоз на шасси КрАЗ Н23.2R.